# Stevnemøte med glemte år
Stevnemøte med glemte år är en norsk svartvit dramafilm från 1957 i regi av Jon Lennart Mjøen. I rollerna ses bland andra Mona Hofland, Espen Skjønberg och Henki Kolstad.

## Rollista
- Mona Hofland – Vera Bang, skådespelare
- Henki Kolstad – Sander Paulsen, doktor
- Espen Skjønberg – Knut Valstad, advokat
- Inger Marie Andersen – Anna Valstad, Knuts fru
- Haakon Arnold – en officer
- Jannicke Bergh-Pedersen – Jannicke Arneberg, Arnebergs dotter
- Bab Christensen – Gunvor Arneberg, Svens fru
- Rolf Christensen – överstelöjtnant
- Willy Kramer-Johansen – Anton Mobråten
- Erling Lindahl – J.L. Ruud, gynekolog
- Jon Lennart Mjøen – Stauholdt, skeppsredare
- Arne Olesønn Reitan – Kåre Bang, Vera Bangs son
- Pål Skjønberg – Sven Arneberg, advokat
- Eva Steen – fru Jahr, Valstads sekreterare
- Inger Teien – Valstads kontorsdam

## Om filmen
Stevnemøte med glemte år bygger på Sigurd Hoels roman Vandring till det glömda från 1954, översatt till svenska av Cilla Johnson. Filmen producerades av Bjørn Bergh-Pedersen för bolaget Produksjon Stevnemøte AS. Han skrev också filmens manus tillsammans med regissören Jon Lennart Mjøen och Olav Dalgard. Filmen fotades av Gunnar Syvertsen och klipptes samman av Sølve Kern. Musiken komponerades av Bjørn Woll.
Filmen hade premiär den 22 april 1957 i Norge. Den visades också på Berlins filmfestival 1957.